# Hemiramphus
Hemiramphus – rodzaj ryb z rodziny półdziobcowatych (Hemiramphidae).

## Klasyfikacja
Gatunki zaliczane do tego rodzaju:
- Hemiramphus archipelagicus
- Hemiramphus balao – półdziobiec balao[3]
- Hemiramphus bermudensis
- Hemiramphus brasiliensis – półdziobiec brazylijski[3]
- Hemiramphus bruuni
- Hemiramphus convexus
- Hemiramphus depauperatus
- Hemiramphus far – półdziobiec far[3]
- Hemiramphus lutkei
- Hemiramphus marginatus
- Hemiramphus robustus
- Hemiramphus saltator